# 2-Hidroksicikloheksanon 2-monooksigenaza
2-Hidroksicikloheksanon 2-monooksigenaza (EC 1.14.13.66, 2-hidroksicikloheksanonska 2-monooksigenaza) je enzim sa sistematskim imenom 2-hidroksicikloheksan-1-on,NADPH:kiseonik 2-oksidoreduktaza (1,2-laktonizacija). Ovaj enzim katalizuje sledeću hemijsku reakciju
2-hidroksicikloheksan-1-on + NADPH + H+ + O2 {\displaystyle \rightleftharpoons } 6-hidroksiheksan-6-olid + NADP+ + 2O
Produkt se spontano razlaže do 6-oksoheksanoinske kiseline (adipinski semialdehid).

## Literatura
- Nicholas C. Price; Lewis Stevens (1999). Fundamentals of Enzymology: The Cell and Molecular Biology of Catalytic Proteins (Third изд.). USA: Oxford University Press. ISBN 019850229X.
- Eric J. Toone (2006). Advances in Enzymology and Related Areas of Molecular Biology, Protein Evolution (Volume 75 изд.). Wiley-Interscience. ISBN 0471205036.
- Branden C; Tooze J. Introduction to Protein Structure. New York, NY: Garland Publishing. ISBN 0-8153-2305-0.
- Irwin H. Segel. Enzyme Kinetics: Behavior and Analysis of Rapid Equilibrium and Steady-State Enzyme Systems (Book 44 изд.). Wiley Classics Library. ISBN 0471303097.

## Spoljašnje veze
- 2-hydroxycyclohexanone+2-monooxygenase на 